# 2. ŽNL Zadarska 2006./07.
Ovaj članak je podtema članka: 6. rang HNL-a 2006./07.

2. ŽNL Zadarska u sezoni 2006./07. je predstavljala drugi stupanj županijske lige u Zadarskoj županiji, te ligu šestog stupnja hrvatskog nogometnog prvenstva. Sudjelovalo je devet klubova, a ligu je osvojila momčad "Nove Zore" iz Svetog Filipa i Jakova. 

## Sustav natjecanja
Devet klubova je igralo trokružnim liga-sustavom (27 kola, 24 utakmice po klubu).

## Momčadi
- Arbanasi – Zadar
- Dalmatinac – Crno
- HAŠK '99 – Benkovac
- Jasenice – Jasenice
- Nova Zora – Sveti Filip i Jakov
- Paklenica – Starigrad
- Podgradina – Podgradina
- Sveti Mihovil – Sutomišćica
- Vrčevo – Glavica

## Ljestvica
| Poz. | Momčad            | U  | P  | N | I  | G+ | G– | G+/– | Bod. | Nastavak natjecanja ili ispadanje |
| ---- | ----------------- | -- | -- | - | -- | -- | -- | ---- | ---- | --------------------------------- |
| 1.   | Nova Zora (P)     | 24 | 18 | 1 | 5  | 76 | 29 | +47  | 55   | 1. ŽNL                            |
| 2.   | Paklenica         | 24 | 17 | 4 | 3  | 74 | 27 | +47  | 55   |                                   |
| 3.   | Podgradina        | 24 | 17 | 3 | 4  | 71 | 25 | +46  | 54   |                                   |
| 4.   | Sveti Mihovil     | 24 | 15 | 2 | 7  | 67 | 39 | +28  | 47   |                                   |
| 5.   | Arbanasi          | 24 | 8  | 4 | 12 | 44 | 38 | +6   | 28   |                                   |
| 6.   | Vrčevo            | 24 | 8  | 4 | 12 | 33 | 44 | −11  | 28   |                                   |
| 7.   | HAŠK '99 Benkovac | 24 | 5  | 5 | 14 | 37 | 72 | −35  | 20   |                                   |
| 8.   | Jasenice          | 24 | 3  | 3 | 18 | 17 | 80 | −63  | 12   |                                   |
| 9.   | Dalmatinac        | 24 | 4  | 0 | 20 | 32 | 97 | −65  | 12   |                                   |

## Rezultatska križaljka
| kratica | klub                          | ARB | DAL | HAŠK | JAS | NOZ | PAK | POD | SVM | VRČ |
| --- | ----------------------------- | --- | --- | ---- | --- | --- | --- | --- | --- | --- |
| ARB | Arbanasi Zadar                |     |     |      |     |     |     |     |     |     |
| DAL | Dalmatinac Crno               |     |     |      |     |     |     |     |     |     |
| HAŠK | HAŠK '99 Benkovac             |     |     |      |     |     |     |     |     |     |
| JAS | Jasenice                      |     |     |      |     |     |     |     |     |     |
| NOZ | Nova Zora Sveti Filip i Jakov |     |     |      |     |     |     |     |     |     |
| PAK | Paklenica Starigrad           |     |     |      |     |     |     |     |     |     |
| POD | Podgradina                    |     |     |      |     |     |     |     |     |     |
| SVM | Sveti Mihovil Sutomišćica     |     |     |      |     |     |     |     |     |     |
| VRČ | Vrčevo Glavica                |     |     |      |     |     |     |     |     |     |
| |                               |     |     |      |     |     |     |     |     |     |
| podebljan rezultat - utakmice od 1. do 9. kola (1. utakmica između klubova) te od 19. do 27. kola (3. utakmica između klubova) rezultat normalne debljine - utakmice od 10. do 18. kola (2. utakmica između klubova) rezultat nakošen - nije vidljiv redoslijed odigravanja međusobnih utakmica iz dostupnih izvora rezultat nakošen i smanjen * - iz dostupnih izvora nije uočljiv domaćin susreta prekrižen rezultat - poništena ili brisana utakmica p - utakmica prekinuta 3:0 p.f. / 0:3 p.f. - rezultat 3:0 bez borbe n.i. - nije igrano |                               |     |     |      |     |     |     |     |     |     |